# Belur, Ranibennur
Belur là một làng thuộc tehsil Ranibennur, huyện Haveri, bang Karnataka, Ấn Độ.